# Шентєрней
Шентєрней (словен. Šentjernej) — поселення в общині Шентєрней, регіон Південно-Східна Словенія, Словенія.